# Comunidade Intermunicipal das Beiras e Serra da Estrela

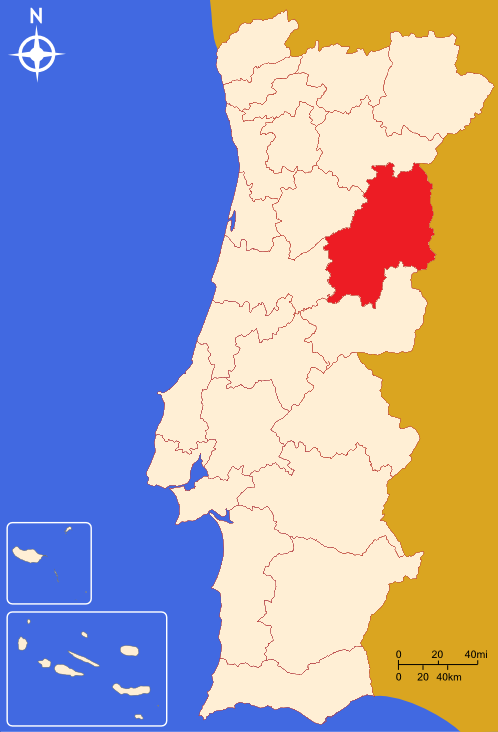
Comunidade Intermunicipal das Beiras e Serra da Estrela

A Comunidade Intermunicipal das Beiras e Serra da Estrela, também designada por CIMBSE, é uma comunidade intermunicipal (CIM) de Portugal. É composta por 15 municípios. A área geográfica corresponde à NUTS III das Beiras e Serra da Estrela.

## Municípios
| Município                   | Área (em km²) | População (censo de 2011) |
| --------------------------- | ------------- | ------------------------- |
| Almeida                     | 518           | 7.242                     |
| Belmonte                    | 118,8         | 6.859                     |
| Celorico da Beira           | 247,2         | 7.693                     |
| Covilhã                     | 555,6         | 51.797                    |
| Figueira de Castelo Rodrigo | 508,6         | 6.260                     |
| Fornos de Algodres          | 131,5         | 4.989                     |
| Fundão                      | 700,2         | 29.213                    |
| Gouveia                     | 300,6         | 14.046                    |
| Guarda                      | 712,1         | 42.541                    |
| Manteigas                   | 122           | 3.430                     |
| Mêda                        | 286           | 5.202                     |
| Pinhel                      | 484,5         | 9.627                     |
| Sabugal                     | 822,7         | 12.544                    |
| Seia                        | 435,7         | 24.702                    |
| Trancoso                    | 361,5         | 9.878                     |
| Total                       | 6305          | 236.023                   |